# Чемпионат мира по санному спорту 2000
34-й чемпионат мира по санному спорту прошёл с 4 по 6 февраля 2000 года на санно-бобслейной трассе в Санкт-Морице (Швейцария).

## Медалисты
| Дисциплина                 | Золото                                                                    | Золото | Серебро                                                                | Серебро | Бронза                                                                 | Бронза |
| -------------------------- | ------------------------------------------------------------------------- | ------ | ---------------------------------------------------------------------- | ------- | ---------------------------------------------------------------------- | ------ |
| Одноместные сани (мужчины) | Йенс Мюллер · Германия                                                    |        | Армин Цёггелер · Италия                                                |         | Георг Хакль · Германия                                                 |        |
| Одноместные сани (женщины) | Зильке Отто · Германия                                                    |        | Барбара Нидернхубер · Германия                                         |         | Соня Видеман · Германия                                                |        |
| Двухместные сани           | Патрик Ляйтнер · Александер Реш · Германия                                |        | Штеффен Шкель · Штеффен Вёллер · Германия                              |         | Марк Гримметт · Брайан Мартин · США                                    |        |
| Смешанные команды          | Германия · Георг Хакль · Зильке Краусхар · Штеффен Шкель · Штеффен Вёллер |        | Германия · Йенс Мюллер · Зильке Отто · Патрик Ляйтнер · Александер Реш |         | Австрия · Маркус Прок · Андреа Тагверкер · Тобиас Шигль · Маркус Шигль |        |

## Общий медальный зачёт
| Место | Страна   | Золото | Серебро | Бронза | Всего |
| ----- | -------- | ------ | ------- | ------ | ----- |
| 1     | Германия | 4      | 3       | 2      | 9     |
| 2     | Италия   | 0      | 1       | 0      | 1     |
| 3     | США      | 0      | 0       | 1      | 1     |
| 4     | Австрия  | 0      | 0       | 1      | 1     |